# خنفس باشا
خنفس باشا هو لقب عرف به الضابط المصري علي يوسف، الذي كان من بين الضباط الذين خانوا أحمد عرابي في معركة التل الكبير وتسببوا في هزيمة فادحة للجيش المصري أفضت إلى احتلال الإنجليز للبلاد.
في 12 سبتمبر 1882 ـ اليوم السابق لمعركة التل الكبير ـ أرسل علي يوسف من مقدمة الجيش إلى عرابي يبلغه بأن الإنجليز لن يتحركوا في ذلك اليوم، فركن الجيش المصري إلى الراحة بأمر قواده ليتأهب للمعركة الفاصلة من صبيحة الغد. غير أن القائد الإنجليزي ولسلي تأهب في مساء اليوم ذاته للزحف في هدوء تام بعد منتصف الليل، فانسحب عبد الرحمن حسن ـ قائد فرقة الاستطلاع السواري الذي كان يحرس الطريق الصحراوي من الشرق ـ انسحب شمالًا ليخلي الطريق لمرور الإنجليز، أما علي يوسف (خنفس باشا) فلم يكتفِ بترك الجيش الإنجليزي يمر بجوار قواته، بل وضع له الفوانيس على المسالك التي يمكن السير فيها بيسر، وفي فجر الثالث عشر من سبتمبر وقعت الهزيمة الماحقة بالجيش المصري في التل الكبير.
وفي 15 سبتمبر بلغ الإنجليز منطقة العباسية، ومنها ساروا إلى القلعة ـ وكان بها أربعة آلاف جندي ـ فسلمهم خنفس مفاتيحها.